# LatticeMico32
LatticeMico32 — 32-розрядне програмне ядро процесора, розроблене компанією Lattice Semiconductor і оптимізоване для FPGA. Процесор має гарвардську архітектуру з розділеними шинами команд і даних. При потребі об'єднання шин може використовуватись спеціальний арбітр.
Ліцензія на LatticeMico32 є вільною[яка?], що означає можливість легального використання програмного ядра з будь-якою мікросхемою FPGA (не лише виробництва Lattice) або ASIC, а також у програмних емуляторах (таких, як QEMU). Як приклади апаратних платформ для Mico32 можна назвати FPGA Xilinx і Altera.
Опис ядра процесора і всі інструменти розробки доступні у форматі з відкритим початковим кодом. Таким чином, будь-хто може при потребі вносити зміни у архітектуру процесора.

## Приклади використання
Рудольфом Мареком (чеськ. Rudolf Marek) було з'ясовано, що ядро LatticeMico32 вбудоване у деякі процесори AMD (сімейства 15h і 16h).

## Особливості архітектури
- Архітектура RISC load/store
- 6-стадійний конвеєр
- 32-розрядна внутрішня шина даних
- 32-розрядні (тобто, 4-байтові) інструкції
- 32 регістри процесора загального призначення (регістр R0, як правило, повертає нуль, але може бути сконфігурований і для інших значень)
- До 32 зовнішніх переривань
- Конфігурований набір команд; інструкції, що визначаються користувачем
- Опційні кеші з можливістю конфігурування
- Опційно конвеєризована пам'ять[що це?]
- Два інтерфейси Wishbone[en] для пам'яті (один лише для читання — для шини команд, другий для читання і запису — для шини даних і периферії)
- Ввід/вивід з відображенням на пам'ять

## Програмні інструменти
Наступні програмні інструменти можуть використовуватися для розробки програм для LatticeMico32:
- Компілятори з набору GNU Compiler Collection (LatticeMico32 підтримується, починаючи з версії GCC 4.5.0)
- Інструменти GNU Binutils (асемблер, компонувальник, objcopy та інші програми; LatticeMico32 підтримується з версії binutils 2.19)
- Зневаджувач GNU Debugger (gdb)
- Інтегроване середовище розробки Eclipse
- Бібліотека функцій C Newlib
- ОС реального часу MicroC/OS-II, µITRON, RTEMS
- Операційна система μClinux